# Bellary
Bellary o Bellari (en maratí: बेल्लारी ) es una ciudad de la India, centro administrativo del distrito de Bellary, en el estado de Karnataka.

## Geografía
Se encuentra a una altitud de 451 m s. n. m. a 308 km de la capital estatal, Bangalore, en la zona horaria UTC +5:30.

## Demografía
Según estimación 2011 contaba con una población de 359 844 habitantes.